# Hal Holmes

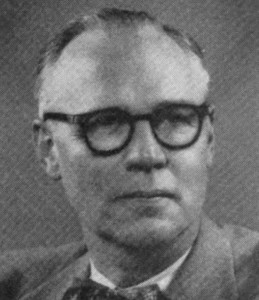
Hal Holmes

Otis Halbert „Hal“ Holmes (* 22. Februar 1902 in Cresco, Howard County, Iowa; † 27. Juli 1977 in Yakima, Washington) war ein US-amerikanischer Politiker. Zwischen 1943 und 1959 vertrat er den Bundesstaat Washington im US-Repräsentantenhaus.

## Werdegang
Hal Holmes war ein Enkel von Dudley C. Haskell, der von 1877 bis zu seinem Tod im Jahr 1883 den Bundesstaat Kansas im US-Repräsentantenhaus vertreten hatte. Im Jahr 1915 zog Holmes nach Walla Walla im Staat Washington. Dort besuchte er die öffentlichen Schulen und das Whitman College, wo er im Jahr 1923 seinen Abschluss machte. Danach studierte Holmes bis 1927 an der Columbia University in New York City. Zwischenzeitlich unterrichtete er auch als Lehrer. Im Jahr 1925 und zwischen 1930 und 1942 war er Fakultätsmitglied des Central Washington College of Education in Ellensburg. Dazwischen lehrte er in den Jahren 1928 und 1929 an der Columbia University. Von 1934 bis 1942 befasste sich Holmes auch mit der Viehzucht. In dieser Zeit betrieb er im Staat Washington eine Ranch.
Holmes war Mitglied der Republikanischen Partei. Bei den Kongresswahlen des Jahres 1942 wurde er im vierten Wahlbezirk seines Staates in das US-Repräsentantenhaus in Washington, D.C. gewählt, wo er am 3. Januar 1943 die Nachfolge des Demokraten Knute Hill antrat. Nach sieben Wiederwahlen konnte er bis zum 3. Januar 1959 acht zusammenhängende Legislaturperioden im Kongress absolvieren. In diese Zeit fielen das Ende des Zweiten Weltkrieges, der Koreakrieg und der Beginn des Kalten Krieges. Innenpolitisch stand die Bürgerrechtsbewegung im Vordergrund. 1951 wurde der 22. Verfassungszusatz im Kongress verabschiedet, der die Amtsdauer der Präsidenten regelte.
1958 verzichtete Holmes auf eine weitere Kandidatur für das US-Repräsentantenhaus. Er kehrte in den Staat Washington zurück, wo er seinen Lebensabend verbrachte, und starb am 27. Juli 1977 in Yakima.